# Gastronomia d'Europa
La gastronomia d'Europa, o alternativament gastronomia d'Occident, és un terme generalitzat referint-se col·lectivament a les gastronomies d'Europa i altres països occidentals, incloent Rússia, així com a gastronomies no indígenes d'Amèrica, Àfrica del Sud, i Oceania, les quals deriven de la influència dels colons europeus en aquelles regions. El terme és utilitzat a l'Àsia oriental per contrastar amb estils asiàtics de cuina. El terme de vegades pot referir-se més específicament a gastronomia a Europa; i a les illes Britàniques s'utilitza ocasionalment per referir-se exclusivament a la gastronomia continental.

## Característiques
Les gastronomies dels països occidentals són diverses entre elles, però hi ha característiques comunes que distingeixen la manera de cuinar de l'asiàtica i d'altres. Comparat amb la cuina tradicional de països asiàtics, per exemple, la carn és més prominent i en mides de porcions més substancioses. En particular els bistecs i les costelles són plats comuns a Occident. Les gastronomies occidentals també fan molt èmfasi en el vi de raïm i en utilitzar salses com condiments o acompanyaments (en part degut a la dificultat dels condiments per penetrar les grandíssimes peces de carn sovint utilitzades a la cuina occidental). Molts dels productes lactis són utilitzats durant la cocció, exceptuant la nouvelle cuisine. Els formatges són produïts en centenars de varietats diferents, i els productes fermentats de la llet estan també disponibles en una gran selecció.
El pa de farina de blat ha estat durant molt de temps la font més comuna de midó en aquesta cuina juntament amb la pasta, la massa i la rebosteria a més de la patata, que s'ha convertit en la planta de midó més important a la dieta d'europeus i la seva diàspora des de la colonització europea d'Amèrica, particularment a Europa del Nord. No obstant, històricament la majoria de la gent menjava pa, pastissos plans o farinetes fets de sègol, espelta, ordi i civada. El blat de moro és molt menys comú a la majoria de dietes europees que a les d'Amèrica; tot i així el menjar amb blat de moro (polenta o mămăligă), és una part important de la gastronomia d'Itàlia i els Balcans. Tot i que el pa pla (especialment amb toppings com la pizza o la tarte flambée), i l'arròs són consumits a Europa, no constitueixen un element bàsic sempre presents a diferència d'altres regions.
Les amanides (plats freds amb vegetals crus o cuinats amb salsa) són una part integral de gastronomia europea.

## Història
A l'època medieval, la dieta d'una persona variava segons la seva classe social. Tanmateix, els grans de cereals constituïen una gran part de la dieta d'una persona medieval, independentment de la classe social. El pa era comú a ambdues classes; es prenia com a dinar per al treballador, i se'n feien servir llesques gruixudes com a plats anomenats trinxeres. La gent de la classe noble tenia accés a farines finament mòltes per als seus pans i altres productes de forn. Als nobles se'ls permetia caçar cérvols, senglars, conills, aus i altres animals, donant-los accés a carn i peix fresc per als seus àpats. Els plats per a la gent d'aquestes classes sovint eren molt condimentats. Les espècies en aquella època eren molt cares, i com més espècies s'utilitzaven en els plats, més riquesa necessitava la persona per comprar aquests ingredients. Les espècies comuns utilitzades eren canyella, el gingebre, la nou moscada, el pebre, el comí, el clau, la cúrcuma, l'anís i el safrà. Altres ingredients utilitzats en els plats per a la noblesa i el clergat incloïen sucre, ametlles i fruita seca com les panses. Aquests ingredients importats haurien estat molt cars i gairebé impossibles d'obtenir per als plebeus. Quan es feien banquets, els plats servits eren molt espectaculars: una altra manera que els nobles demostressin com de rics eren. Es col·locaven escultures de sucre a les taules com a decoració i per menjar, i els aliments es tenyien de colors vibrants amb espècies importades.
La dieta d'un plebeu hauria estat molt més senzilla. Les estrictes lleis de caça furtiva els impedien caçar, i si ho feien i eren atrapats, els podien tallar parts de les extremitats o els mataven. Gran part del menjar dels plebeus s'hauria conservat d'alguna manera, com per exemple mitjançant l'escabetx o la salaó. Els pans s'haurien fet amb sègol o ordi, i qualsevol verdura probablement hauria estat cultivada pels mateixos plebeus. És probable que els pagesos haguessin tingut vaques, i així tindrien accés a la llet, la qual cosa els permetia fer mantega o formatge. Quan es menjava carn, hauria estat vedella, porc o xai. Els plebeus també menjaven un plat anomenat pottage, un guisat espès de verdures, cereals i carn.
A principis de l'era moderna, la cuina europea va veure una afluència de nous ingredients a causa de l'intercanvi colombí, com ara la patata, el tomàquet, l'albergínia, la xocolata, el pebrot, la carabassa i altres tipus de carabasses. Durant aquesta època es van popularitzar begudes com els destil·lats, juntament amb el te, el cafè i la xocolata. A la dècada de 1780 es va introduir a París la idea del restaurant modern; la Revolució Francesa va accelerar el seu desenvolupament, estenent-se ràpidament per Europa.

## Costums
Els sopars europeus formals són servits en diferents plats. La presentació europea va evolucionar del servei a la francesa (portant múltiples plats a taula alhora) al servei a la russa, on els plats estan presentats seqüencialment. Normalment, els plats freds, calents, salats i dolços són servits estrictament separats en aquest mateix ordre com a hors d'oeuvre (aperitiu) o sopa, com a entrant i plat principal, i com a postres. Els plats que eren tant dolços i salats alhora eren comú antigament a la gastronomia de l'Antiga Roma però són inusuals avui dia, sent els plats dolços tan sols servits com a postres. Un servei on els comensals són lliures d'agafar el menjar per ells mateixos es diu un bufet i està normalment restringit a festes o esdeveniments. No obstant això, els comensals han de seguir el mateix patró.
Històricament, la gastronomia europea ha estat desenvolupada en la reialesa europea i la noblesa. Els membres de la noblesa europea eren normalment portadors d'armes i vivien en mansions al camp. El ganivet era el principal instrument per menjar (coberteria), utilitzat per a bistecs i altres menjars que requerien ser trossejats. En contrast amb l'Extrem Orient, la classe governant eren els funcionaris de la justícia, que a la cuina els deixaven el menjar ja trossejat a punt per ser consumit amb bastonets. El ganivet era substituït per la cullera per a les sopes, mentre que la forquilla va ser introduïda més tard a l'Edat moderna prop del segle xvii. Avui dia, la majoria dels plats estan fets per ser menjats amb coberteria i només uns quants menjars poden ser consumits amb les mans en companyia educada.

## Cuines regionals

Gastronomia europea per regions

### Cuines centreeuropees
Tots aquests països tenen les seves especialitats. Entre moltes d'aquestes especialitats, Àustria és famosa pel Wiener Schnitzel, una costella de vedella arrebossada servida amb una rodanxa de llimona; la República Txeca per les cerveses de renom mundial; Alemanya pels wursts de fama mundial, Hongria pel goulash. Eslovàquia és famosa per la pasta halušky semblant als nyoquis. Eslovènia és coneguda per la cuina d'influència alemanya i italiana, Polònia pels pierogis que són un encreuament entre raviolis i empanada. Liechtenstein i la Suïssa de parla alemanya són famoses pel rösti i la Suïssa de parla francesa per la fondue i les raclettes.
- Gastronomia d'Alemanya
- Gastronomia d'Àustria
- Gastronomia d'Eslovàquia
- Gastronomia d'Eslovènia
- Gastronomia d'Hongria
- Gastronomia de Liechtenstein
- Gastronomia de Polònia
- Gastronomia de Suïssa
- Gastronomia de Txèquia

### Cuines de l'Europa de l'Est
- Gastronomia d'Armènia
- Gastronomia de l'Azerbaidjan
- Gastronomia de Belarús
- Gastronomia de Bulgària
- Gastronomia de Geòrgia
- Gastronomia del Kazakhstan
- Gastronomia de Moldàvia
- Gastronomia d'Ossètia
- Gastronomia de Romania
- Gastronomia de Rússia
- Gastronomia d'Ucraïna

### Cuines del nord d'Europa
- Gastronomia de Dinamarca (vegeu també: Gastronomia de les Illes Fèroe)
- Gastronomia d'Estònia
- Gastronomia de Finlàndia
- Gastronomia d'Islàndia
- Gastronomia d'Irlanda
- Gastronomia de Letònia
- Gastronomia de Lituània
- Gastronomia de Noruega
- Gastronomia del Regne Unit (vegeu també: Gastronomia d'Anglaterra, Gastronomia d'Escòcia, Gastronomia de Gal·les)
- Gastronomia de Suècia

### Cuines del sud d'Europa
- Gastronomia d'Albània
- Gastronomia de Bòsnia i Hercegovina
- Gastronomia de la Ciutat del Vaticà
- Gastronomia de Croàcia
- Gastronomia d'Espanya (vegeu també: d'Andalusia, d'Aragó, d'Astúries, de Cantàbria, de Castella i Lleó, de Castella - la Manxa, d'Extremadura, de les Illes Canàries, de la Rioja, de Madrid)
  - Gastronomia de Galícia
  - Gastronomia del País Basc
  - Vegeu també: Gastronomia dels ibers, Gastronomia a Al-Àndalus, Cuina sefardita i Gastronomia gitana
- Gastronomia de Grècia (vegeu també: Alimentació de l'antiga Grècia)
- Gastronomia d'Itàlia (vegeu també: Gastronomia de l'antiga Roma, Cuina siciliana)
- Gastronomia de Kosovo
- Gastronomia de Macedònia del Nord
- Gastronomia de Malta
- Gastronomia de Montenegro
- Gastronomia dels Països Catalans: d'Andorra, de Catalunya, de les Illes Balears (de Mallorca, de Menorca i d'Eivissa i Formentera) i del País Valencià
- Gastronomia de Portugal
- Gastronomia de San Marino
- Gastronomia de Sèrbia
- Gastronomia de Turquia
- Gastronomia de Xipre

### Cuines d'Europa occidental
- Gastronomia de Bèlgica
- Gastronomia de França
- Gastronomia de Luxemburg
- Gastronomia de Mònaco
- Gastronomia d'Occitània: d'Alvèrnia, de la Vall d'Aran, del Llemosí, de Gascunya, del Llenguadoc i de la Provença
- Gastronomia dels Països Baixos